# 王秉鋆
王秉鋆（1919年—2009年4月24日），男，布依族，贵州南笼（今安龙）人，中华人民共和国政治人物。第七届全国人大常委，第七届全国人大民族委员会委员。

## 生平
1938年参加中华民族解放先锋队。1941年加入中国共产党。曾任中共兴安工委委员。中华人民共和国后，任安龙县副县长、中共黔南布依族苗族自治州委书记处书记。1950年后，任贵州省安龙县中共军政代表团办事处副主任、龙广区区长，北京中央民族学院学员、干事、团总支副书记、教研员。1955年后，任贵州省安龙县副县长，省民族工作指导委员会科长，黔南布依族苗族自治州州委书记处书记，贵州省教育厅副厅长。文化大革命受冲击，下放劳动。1977年后，任贵州省教育局副局长，贵州省人民政府副省长兼教育厅厅长。1983年后，任贵州省人大常委会副主任兼省人大民族委员会主任委员。